# Красное Раздолье (Третьяковский район)
Кра́сное Раздо́лье — посёлок в Третьяковском районе Алтайского края. Входит в состав Шипунихинского сельсовета.

## История
Основан в 1920 году. В 1928 году посёлок состоял из 61 хозяйства, основное население — русские. В административном отношении находился в составе Шипуновского сельсовета Змеиногорского района Рубцовского округа Сибирского края.

## Население
| 1926 | 1997 | 1998 | 1999 | 2000 | 2001 | 2002 | 2003 | 2004 |
| ---- | ---- | ---- | ---- | ---- | ---- | ---- | ---- | ---- |
| 276  | ↘59  | ↘52  | ↘50  | ↗51  | ↘45  | ↘41  | →41  | ↘33  |
| 2005 | 2006 | 2007 | 2008 | 2009 | 2010 | 2011 | 2012 | 2013 |
| ↘28  | ↘23  | ↗25  | ↘18  | ↘16  | ↘14  | ↘12  | ↗13  | →13  |

## Улицы
В посёлке имеется одна улица — Советская.